# Oxyderces viridipes
Oxyderces viridipes es una especie de gorgojo de trompa ancha de la familia Curculionidae. Esta especie es endémica de Colombia, se encuentra comúnmente en los alrededores de  Medellín, sin embargo, ha sido recolectada incidentalmente en los Estados Unidos .

## Taxonomía
Oxyderces viridipes fue descrito por Carl Henrik Boheman en 1840, página 179, en el género Platyomus. Pertenece a la subfamilia Entiminae, tribu Eustylini .
El estatus taxonómico de la especie está sujeto a verificación, ya que puede confundirse fácilmente con el género Compsus.
El holotipo de Oxyderces viridipes se encuentra en el Museo Sueco de Historia Natural (NHRS-JLKB000022891; identificado como Compsus viridipes).

## Descripción
El diagnóstico original, en latín, ofrecida por Boheman es el siguiente:

Oblongus, niger, squamulis laete virescentibus tectus, capite rostroque

cupreo-squamosis; fronte foveolata, rostro medio utrinque impresso;
thorace oblongo, dorso late parum profunde impresso, rude minus
crebre rugoso; elytris dorso depressis, sat profunde punctato-striatis,
interstitiis alternis modice elevatis, sutura late albo-squamosis, apice

ipso mucronatis, pedibus squamulis viridi-nitidis tectis.
Boheman

Según este diagnóstico, la especie se puede reconocer por las siguientes características: cubierta densa de escamas verdes; cabeza y rostro con escamas cuprosas; frente con fóvea, rostro medialmente deprimido; pronoto levemente deprimido medialmente, toscamente rugoso; élitros dorsalmente aplanados, con punciones elitrales moderadamente marcadas, con interstrias alternas moderadamente elevadas, región sutural cubierta por escamas blancas y ápices proyectados; piernas cubiertas por escamas verdes brillantes.

## Distribución
Oxyderces viridipes es endémica de Colombia. La localidad tipo es Antioquia y hay bastantes registros en iNaturalist de Medellín y municipios aledaños.
La especie ha sido interceptada en los puertos de entrada y registrada en iNaturalist de los Estados Unidos.